# Громадянство СРСР

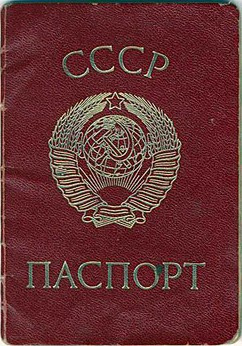
Обкладинка радянського паспорту — основного документу, що посвідчує громадянство СРСР

Громадянство в СРСР визначало приналежність особи до держави, надавало низку прав та обов'язків, що визначались законодавством СРСР. Кожен громадянин СРСР після досягнення шістнадцятиріччя отримував паспорт. Єдине союзне громадянство вперше було встановлено Конституцією СРСР 1924 року.

## Втрата громадянства СРСР
Відповідно до Закону СРСР «Про громадянство СРСР» 1978 року проживання громадянина СРСР за кордоном само за собою не тягнуло втрати громадянства СРСР (ст. 5). Підставами для втрати громадянства СРСР були:
1. вихід із громадянства СРСР;
2. позбавлення громадянства СРСР;
3. підстави, передбачені міжнародними угодами СРСР;
4. інші підстави, передбачені законом «Про громадянство СРСР».

Втрата громадянства СРСР тягнула за собою втрату громадянства союзної республіки (ст. 16 Закону).

### Особи, яких було позбавлено громадянства СРСР
- Лев Троцький (діяч міжнародного комуністичного руху). Був позбавлений громадянства 1932 року.
- Валерій Тарсіс (письменник). Позбавлений громадянства 1966 року.
- Валерій Чалідзе (вчений, правозахисник). Позбавлений громадянства 1973 року.
- Олександр Солженіцин (письменник). Позбавлений громадянства 1974 року.
- Михайло Восленський (історик, соціолог). Позбавлений громадянства 1976 року.
- Подружжя Галина Вишневська (співачка) та Мстислав Ростропович (віолончеліст, диригент). Позбавлені громадянства 1978 року.
- Віктор Корчной (шахіст). Позбавлений громадянства 1978 року.
- Олександр Зинов'єв (письменник, філософ). Позбавлений громадянства 1978 року.
- Оскар Рабин (художник). Позбавлений громадянства 1978 року.
- Василь Аксьонов (письменник). Позбавлений громадянства 1980 року.
- Володимир Войнович (письменник). Позбавлений громадянства 1981 року.
- Подружжя Лев Копелєв (літературознавець, германіст) та Раїса Орлова (письменниця). Позбавлені громадянства 1981 року.
- Георгій Владимов (письменник). Позбавлений громадянства 1983 року.
- Юрій Любимов (актор, режисер). Позбавлений громадянства 1984 року. Відновлений у громадянстві 1989 року.
- Юрій Орлов (вчений, правозахисник). Позбавлений громадянства 1986 року.
- Ірина Ратушинська (поетеса). Позбавлена громадянства 1987 року.